# نوی‌اشتات این زاکسن
—
شهر نوی‌اشتات این راکسن (به آلمانی: Neustadt in Sachsen) در ایالت زاکسن در کشور آلمان واقع شده‌است.